# Atanas Kirov
Atanas Petrov Kirov (in bulgaro Атанас Петров Киров?; Burgas, 24 settembre 1946 – Sofia, 27 gennaio 2017) è stato un sollevatore bulgaro tre volte campione mondiale e quattro volte campione europeo nei pesi gallo.

## Carriera
Iniziò la carriera di sollevatore nel 1962 al Chernomorets Club, sotto la guida di Ilya Babachev, trasferendosi in seguito al Neftochimic Burgas. Fu per nove volte campione bulgaro (dal 1967 al 1970, nel 1972, 1975 e dal 1976 al 1979), una volta terzo nel 1965 e tre volte secondo nel 1966, 1971 e 1973. Vinse per quattro volte i campionati balcanici nel 1968, 1969, 1973 e 1974 e vinse per quattro volte la Coppa del Danubio nel 1967, 1970, 1973 e 1974.
Partecipò a due edizioni dei Giochi olimpici, che valevano anche come campionati mondiali: a Città del Messico nel 1968 e a Monaco di Baviera nel 1972, piazzandosi rispettivamente settimo e quinto. Detenne inoltre due record mondiali nella specialità, stabiliti nel 1973 e nel 1974. Vinse tre titoli mondiali e quattro titoli europei, dominando le scene per un decennio nella categoria. L'ultimo campionato mondiale al quale partecipò fu quello di Stoccarda nel 1977, dove si classificò al nono posto.